# Metal Carter
Metal Carter, pseudonimo di Marco De Pascale (Roma, 15 aprile 1978), è un rapper italiano, noto per la sua militanza nel collettivo TruceKlan.

## Biografia
Metal Carter cresce ascoltando hardcore, heavy metal (da qui muterà il suo nome d'arte) e hip hop. Si affaccia alle scene musicali nei primi anni novanta, in particolare quella del metal estremo, suonando la batteria per le band death metal Enthralment (poi Corpsegod e poi ancora Corpsefucking Art) e Sepolcurm (poi diventati la band thrash metal VII Arcano). La passione per il rap inizia a 16 anni, a un concerto al Brancaleone (un locale di Roma), dove ascoltò un freestyle di Danno di 40 minuti e un live del gruppo Losco Affare (che poi si sciolse) composto da Gufo Supremo (poi Supremo 73) e Benetti DC (all'epoca Guzz One), che presentavano il loro demo B-Boy a tempo pieno.
Nei suoi testi Metal Carter esprime il disagio interiore e la violenza in un continuo alternarsi tra esaltazioni di atteggiamenti borderline. Membro dei Truceboys, con i quali pubblica l'EP eponimo (2000) e l'album Sangue (2003), nel 2005 il rapper si propone per la prima volta in veste solista con l'album La verità su Metal Carter, che lo rende noto a livello nazionale, soprattutto grazie al videoclip del brano Pagliaccio di ghiaccio. L'anno seguente è stata la volta dell'album I più corrotti, inciso in collaborazione con Gel, suo collega nel TruceKlan.
Il 2007 è l'anno di Cosa avete fatto a Metal Carter?, album che l'artista considera più personale e più maturo a livello metrico e tematico. Nel 2008 Metal Carter pubblica il suo quarto disco da solista, Vendetta privata, che continua a seguire il filone tematico tracciato dai lavori precedenti. Questo disco tocca un lato più oscuro e introspettivo dell'artista, elaborando tematiche crude, già presenti nei dischi precedenti. Lo stesso anno Metal Carter partecipa al mixtape Ministero dell'inferno, realizzato dal TruceKlan, con diverse tracce. A marzo 2011 esce Società segreta in collaborazione con Cole e Giorgio Tricoli, l'album è stato presentato al Brancaleone, a segue nel maggio 2011 il singolo Undead, che doveva far parte dell'album Klan Related (B.B.C.), con video (regia di Matteo Swaitz).
Tra il 2011 e il 2013 Carter pubblica i videoclip dei brani Dimensione violenza, Ways e Magnatesta (quest'ultimo brano realizzato in collaborazione con i Giudafellas); tutti e tre i brani sono estratti dall'album Dimensione violenza, uscito il 3 giugno 2014. Nello stesso periodo, il rapper propone due raccolte contenenti le sue migliori strofe: Master of Pain 2003-2013 e Master of Pain II 2003-2014.
Nel 2016 è stata la volta del quinto album da solista Cult Leader, pubblicato dalla Glory Hole Records. L'album ha visto la partecipazione di numerosi elementi di spicco della scena hip hop italiana: Fabri Fibra, Egreen, Tormento, MadMan oltre ai collaboratori storici Noyz Narcos e Gemello del TruceKlan. Come spiegato dall'artista stesso, il nome dell'album è un tributo a una canzone dei Non Phixion ed è inoltre correlato a una frase che ha sentito pronunciare spesso ai propri fan quando li incontrava per strada: "Carter è culto". Nel 2018 Carter annuncia l'uscita del sesto album da solista Slasher Movie Stile. Dall'album sono stati estratti i singoli Doccia di sangue e Pagliaccio di ghiaccio, pt. 3. Il videoclip di quest'ultimo brano ha suscitato scalpore per la sua crudezza.
Nel 2020 pubblica l'album Fresh Kill e nel 2022 pubblica il suo ottavo album da solista, Musica per vincenti.

## Discografia

### Da solista
Album in studio
- 2005 – La verità su Metal Carter
- 2006 – I più corrotti (con Gel)
- 2007 – Cosa avete fatto a Metal Carter?
- 2008 – Vendetta privata
- 2011 – Società segreta (con Cole)
- 2014 – Dimensione violenza
- 2016 – Cult Leader
- 2018 – Slasher Movie Stile
- 2020 – Fresh Kill
- 2022 – Musica per vincenti

Raccolte
- 2013 – Master of Pain 2003-2013
- 2015 - Master of Pain II 2003-2014

### Con i Corpsefucking Art
- 1994 – Eulogy of Burning Christ
- 1994 – Accursed in Divinity
- 1996 – Opinion About Sorrow

### Con i Truceboys
- 2002 – Truceboys (EP)
- 2003 – Sangue

### Altri brani
Da Ministero dell'inferno
- We Crave Hardcore Rap (feat. Duke Montana)
- Bloodbath (feat. Duke Montana & Noyz Narcos)
- Nato cattivo
- Fai un passo (feat. Santo Trafficante & Gel)
- Già vecchi (feat. Chicoria & Mr. Poccio)
- Spazio per nessuno (feat. Santo Trafficante)

Esclusive per TruceKlan.com
- Il lato oscuro (feat. Santo Trafficante)
- Da Primavalle al Torrino (feat. Santo Trafficante)
- Fan del TruceKlan (feat. Mystic One & Noyz Narcos)
- Brutti sporchi e marci (feat. Gast)

### Altre collaborazioni
- 2005 – Gel & Legayon feat. Chicoria, Metal Cater & Mystic1 - La filosofia del niente (da Just Married)
- 2005 – In the Panchine feat. Metal Carter - Stolen Car (da In the Panchine Street Album)
- 2005 – Noyz Narcos feat. Gel, Metal Carter & Cole – Bodega (da Non dormire)
- 2005 – Noyz Narcos feat. Gel, Metal Carter & Cole – Vendetta (da Non dormire)
- 2005 – Noyz Narcos feat. Benassa & Metal Carter – Il lato peggiore (da Non dormire)
- 2006 – Noyz Narcos & Chicoria feat. Metal Carter – Latrina (da La calda notte)
- 2006 – Noyz Narcos & Chicoria feat. Metal Carter – Stillicidio (da La calda notte)
- 2006 – Noyz Narcos & Chicoria feat. Metal Carter – Drug Town (da La calda notte)
- 2007 – Noyz Narcos feat. Metal Carter – Verano Zombie Pt. 2 (da Verano zombie)
- 2007 – Chicoria feat. Metal Carter – Chicoria vs Metal Carter (da Cliente su cliente)
- 2007 – Chicoria feat. Metal Carter – TruceKlan è il crew (da Cliente su cliente)
- 2007 – Fabri Fibra feat. Metal Carter – Cento modi per morire (da Bugiardo)
- 2008 – Gel feat. Metal Carter, Cole & Noyz Narcos – Pane e merda (da Il ritorno)
- 2008 – Gel feat. Metal Carter – Trash senza cash (da Il ritorno)
- 2008 – Santo Trafficante feat. Metal Carter – Lascia perde (da Ghiaccio - Il principio)
- 2008 – Duke Montana feat. Metal Carter & Cole – Fuck the Mother Fuckers (da Street Mentality)
- 2008 – Duke Montana feat. Metal Carter, Cole, Mystic 1, Noyz Narcos & Gel - Crack Music Freestyle (da Street Mentality)
- 2009 – Cole feat. Metal Carter – Lascia il segno (da Quello che la gente non vuole)
- 2009 – Cole feat. Metal Carter & Noyz Narcos – Su i pugni (da Quello che la gente non vuole)
- 2009 – Cole feat. Metal Carter – Boy Scouts (da Quello che la gente non vuole)
- 2009 – Gast feat. Metal Carter – Ti costa un botto (da Underground Legend)
- 2009 – Noyz Narcos & Gengis Khan feat. Metal Carter, Mystic 1, Gemello, Cole & Gast – Posse Track (da The Best Out Mixtape Vol. 2)
- 2010 – Noyz Narcos feat. Metal Carter e Cole – Musica Truce (da Guilty)
- 2010 – In the Panchine feat. Metal Carter – Non ti conviene (da In the Panchine 2)
- 2011 – Santo Trafficante feat. Metal Carter – Branco di lupi (da Reborn)
- 2012 – Suarez feat. Metal Carter & Puccio – Impuro - (da Essi vivono)
- 2013 – Noyz Narcos feat. Metal Carter & Mystic 1 – Zona d'ombra (da Monster)
- 2013 – Giudafellas feat. Metal Carter – Magnatesta
- 2022 – Noyz Narcos feat. Gemello e Metal Carter – Verano zombie pt. 3 (da Virus)
- 2024 - Gel feat. Metal Carter - Wikipedia (da Troll)
- 2025 – DJ Exy feat. Metal Carter – Debito morale (da Cronache de Roma)

## Filmografia

### Cinema
- Ti svelo la morte, regia di Corrado Ferrarese (2006)
- Mucchio selvaggio, regia di Matteo Swaitz (2007)
- Zeta - Una storia hip-hop, regia di Cosimo Alemà con Salvatore Esposito e Izi (2016)
- Dope Boys Alphabet (2021)

### Televisione
- Centocelle INK, regia di Matto Swaitz (2011–2013)